# Roman Johannes Kornfeld
Roman Johannes Kornfeld (* Dezember 1996 in Wr. Neustadt) ist ein österreichischer Theater- und Filmschauspieler und Musiker.

## Leben
Er wuchs in Niederösterreich auf und absolvierte nach dem Schulabschluss zunächst eine Lehre.
Er absolvierte eine Diplomausbildung zum Schauspieler an der Schauspielschule Krauss in Wien. Ab 2016 war er in Aufführungen des Theaters im Neukloster und der „Jugendtheatergruppe Nico Dorigatti“ zu sehen. In dem Kinofilm Narziss und Goldmund (2020) hatte Kornfeld eine Nebenrolle.
Roman Kornfeld gründete außerdem 2015 zusammen mit seinem Vater ein Unternehmen für Foto- und Videografie.

## Filmografie
- 2024 Der Metzger – Mordstheater
- 2021 Desire - Hope
- 2020 Narziss und Goldmund